# Эмин, Эмель
Эмель Эмин (рум. Emel Emin. eˈmel eˈmin; род. 12 декабря 1938, Базаржик) — румынская и крымскотатарская поэтесса, переводчик, тюрколог и учитель. Пишет свои работы на турецком языке.
Хотя большая часть её стихов написана свободным стихом, иногда она использует силлабическое стихосложение и аруз. С любовью к традиционным формам поэзии она также публиковала газели и рубаи. Связана с Союзом писателей Румынии и Турецким лингвистическим обществом.

## Биография
Эмель Эмин родилась 12 декабря 1938 года в местности Пазарджик, Добруджа, Королевство Румыния. Вскоре после этого, в начале Второй мировой войны, Румыния уступила Южную Добруджу Болгарии, и сегодня город официально известен как Добрич.
В первые годы, проведённые в Болгарии, училась в Педагогическом училище в Софии, а затем в 1960 году окончила филологический факультет Софийского университета по специальности востоковедение. Работала учителем турецкого языка в Добриче и Белоградце Варненской области.
В 1967 году, выйдя замуж в Румынии за Атиллу, она переселилась на родину в Констанцу. Эмель была одним из первых учителей турецкого языка в Румынии. С 1972 года преподавала в Высшей педагогической школе в Констанце. С 1991 года была преподавателем турецкой литературы на факультете литературы и Коллегии школьных учителей Университета Овидия в Констанце.
Литературные издания и журналы, в которых она публиковалась, включают «Renkler» (Бухарест), «Türk Dili» (Анкара), «Turnalar» (Измир), «IIS» (Призрен), «Kado» (Яссы), «Karadeniz», «Hakses» и «Emel» (Констанца).
Сборники стихов, которые она опубликовала в Румынии и Турции, включают «Umut», «Arzu», «Hanımeli», «Divan esintisi».